# Kostel Nejsvětější Trojice (Wehrsdorf)
Kostel Nejsvětější Trojice (německy St.-Trinitatis-Kirche) je evangelicko luterský vesnický kostel v saské vsi Wehrsdorf (místní část města Sohland an der Spree). Barokní vesnický kostel pochází z roku 1725, novorománské průčelí s věží je z roku 1859.

## Historie
Vesnice Wehrsdorf vznikla patrně ve 13. století. Protože neměla vlastní kostel, docházeli věřící na bohoslužby do Sohlandu, v době reformace pak do kostela svatého Šimona a Judy v Lipové. Stavbu vlastního svatostánku povolil vrchní kurfiřtský úřad v Budyšíně dne 29. března 1725. Základní kámen byl položen 11. května 1725 a již 11. listopadu téhož roku proběhlo slavnostní vysvěcení kostela zasvěceného Nejsvětější Trojici. Roku 1859 byl kostel doplněn o průčelí, ze kterého vystupuje věž. Roku 1975 prošel celkovou rekonstrukcí interiér a roku 2000 exteriér.
Wehrsdorfský kostel je spravován Evangelicko-luterskou církevní obcí Neukirch/Lausitz. Pravidelné bohoslužby se konají zpravidla jednou týdně v neděli podle aktuálního rozpisu. Je chráněn jako kulturní památka s číslem 09303909.

## Popis
Sálový vesnický kostel je orientovaný, postavený původně jako jednoduchá jednolodní barokní stavba. Mladší průčelí s věží je novorománské. Samotná věž je pětiposchoďová, vysoká 50 metrů. Loď uzavírá odsazený tříšestinový presbytář. Ve vysoké sedlové střeše jsou umístěny vkýře.
Mobiliář pořizovala farnost postupně po dostavbě chrámu. Křtitelnice pochází z roku 1726, dva zvony z roku 1730 a hlavní oltář spojený s kazatelnou z roku 1731. Varhany z roku 1894 vyrobila budyšínská firma Hermann Eule. Disponují 24 rejstříky ve dvou manuálech a jednom pedálu. Dvě vitrážová okna pocházejí z roku 1902 a představují Vzkříšení a Nanebevstoupení Ježíše Krista.

## Okolí kostela
Kostel obklopuje hřbitov s novoklasicistní kryptovou kaplí. Jižně od chrámu stojí památník obětem první světové války.

## Galerie

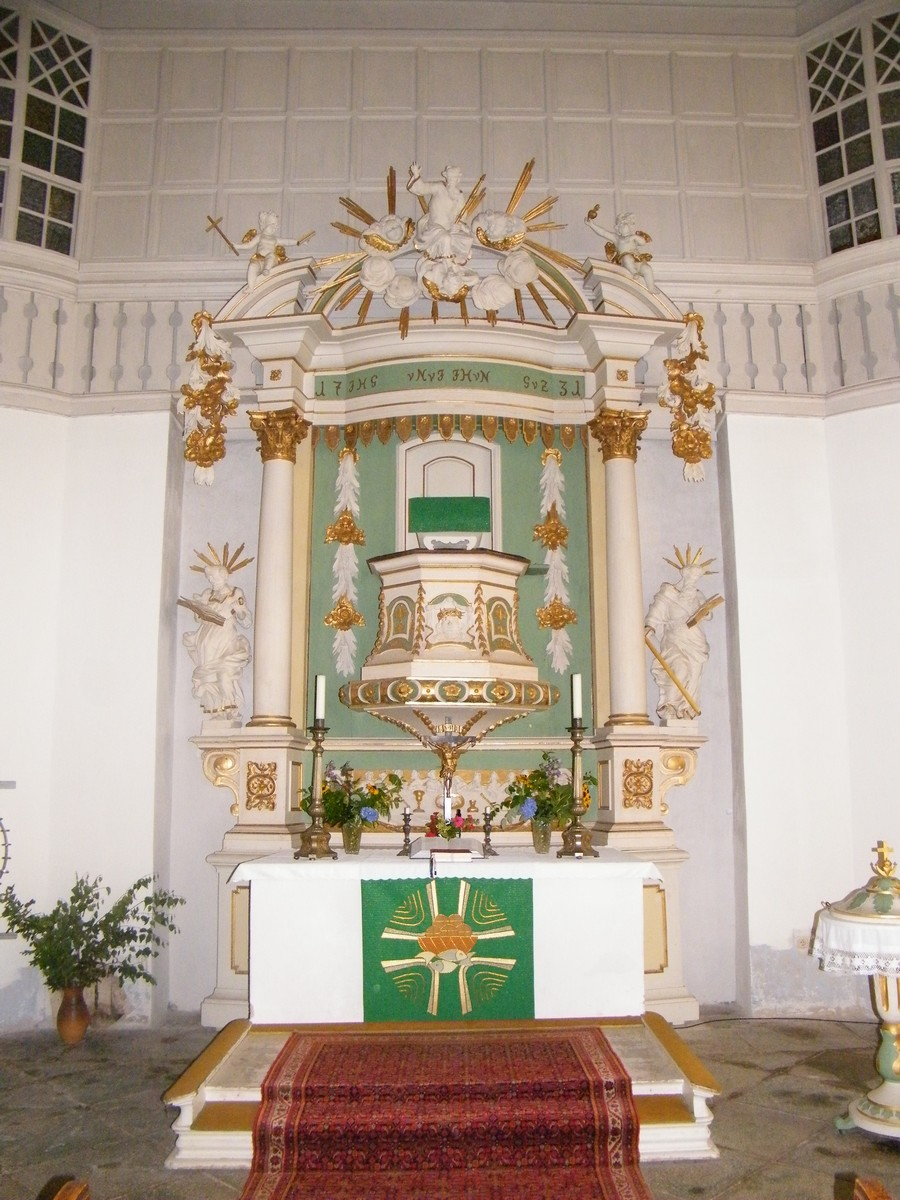
Hlavní oltář s kazatelnou
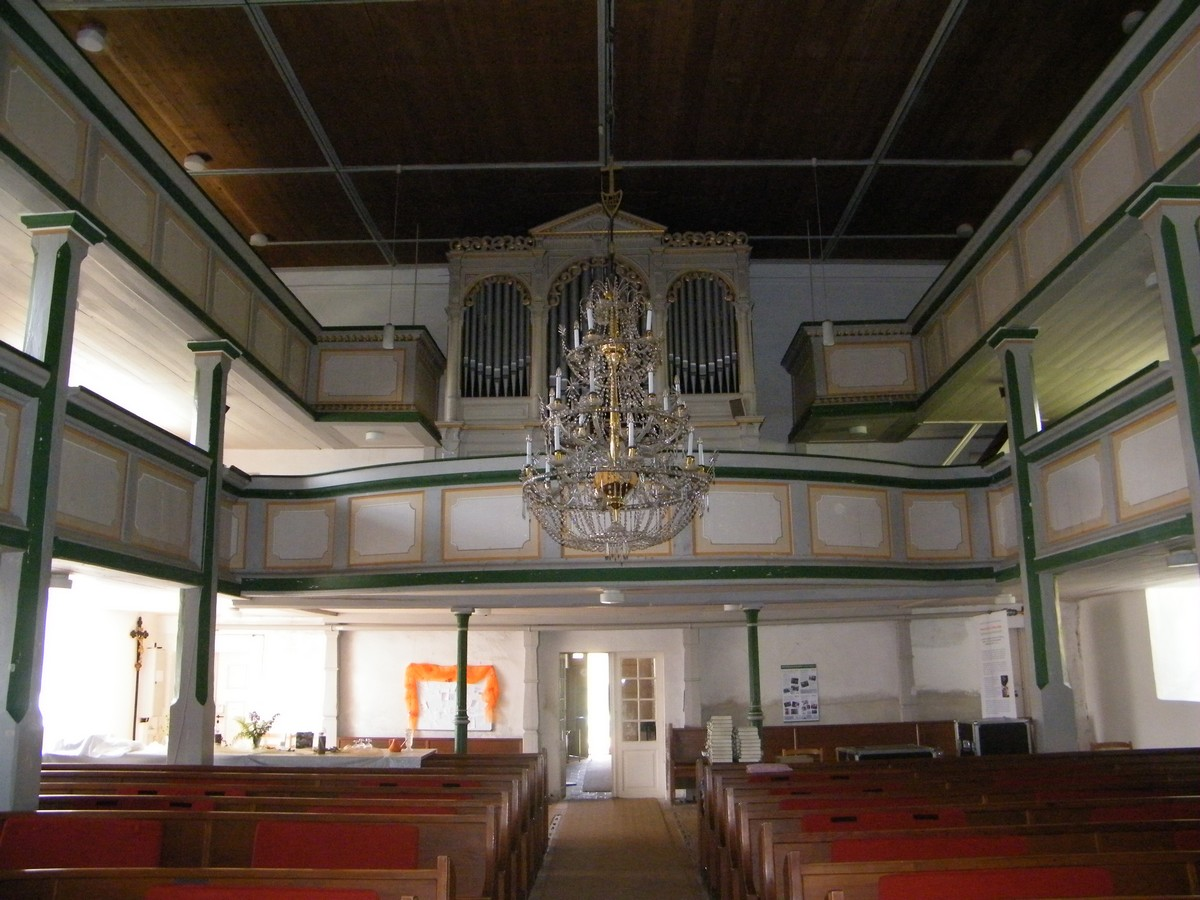
Empora s varhanami
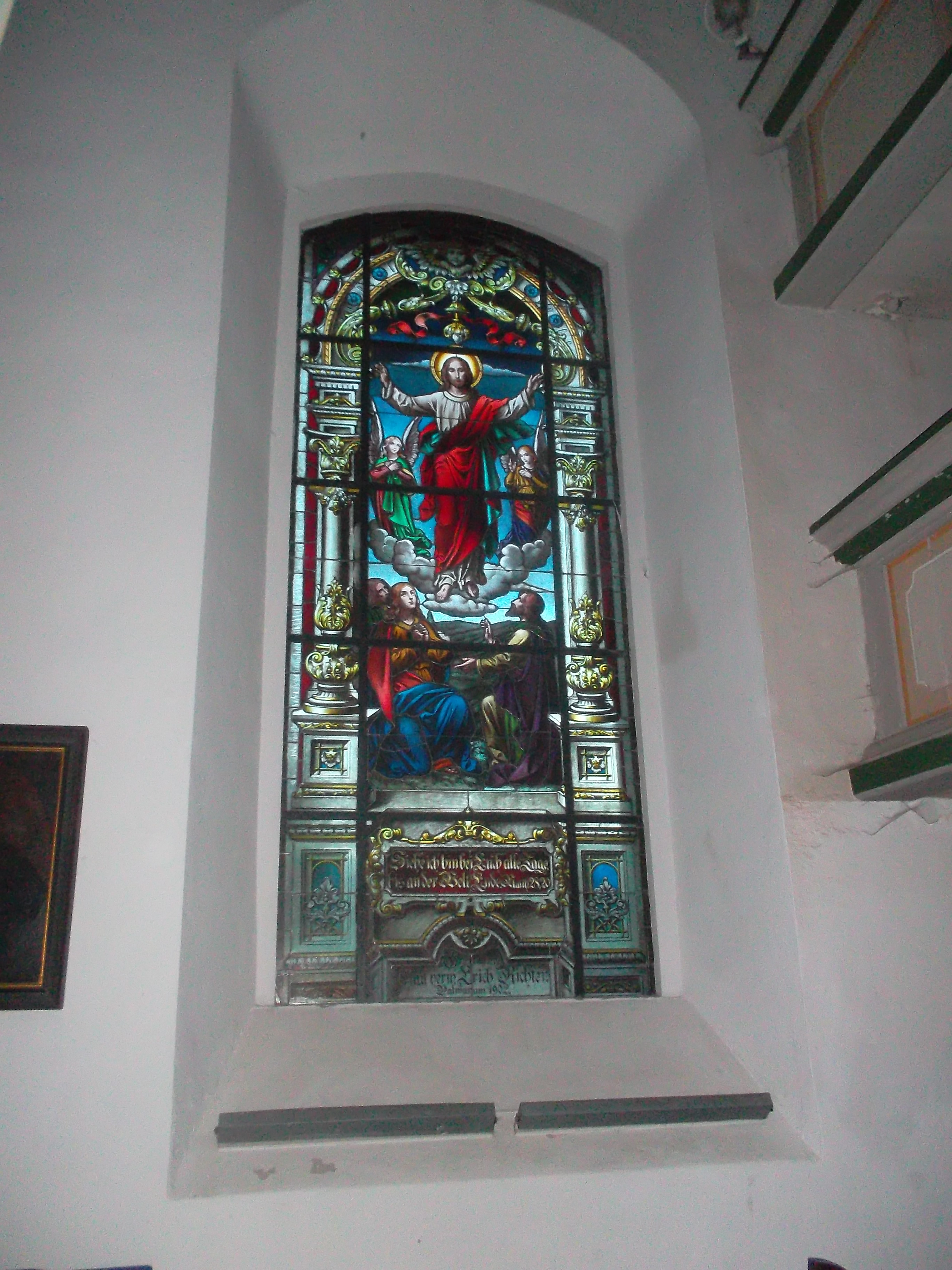
Vitráž znázorňující Nanebevstoupění Páně
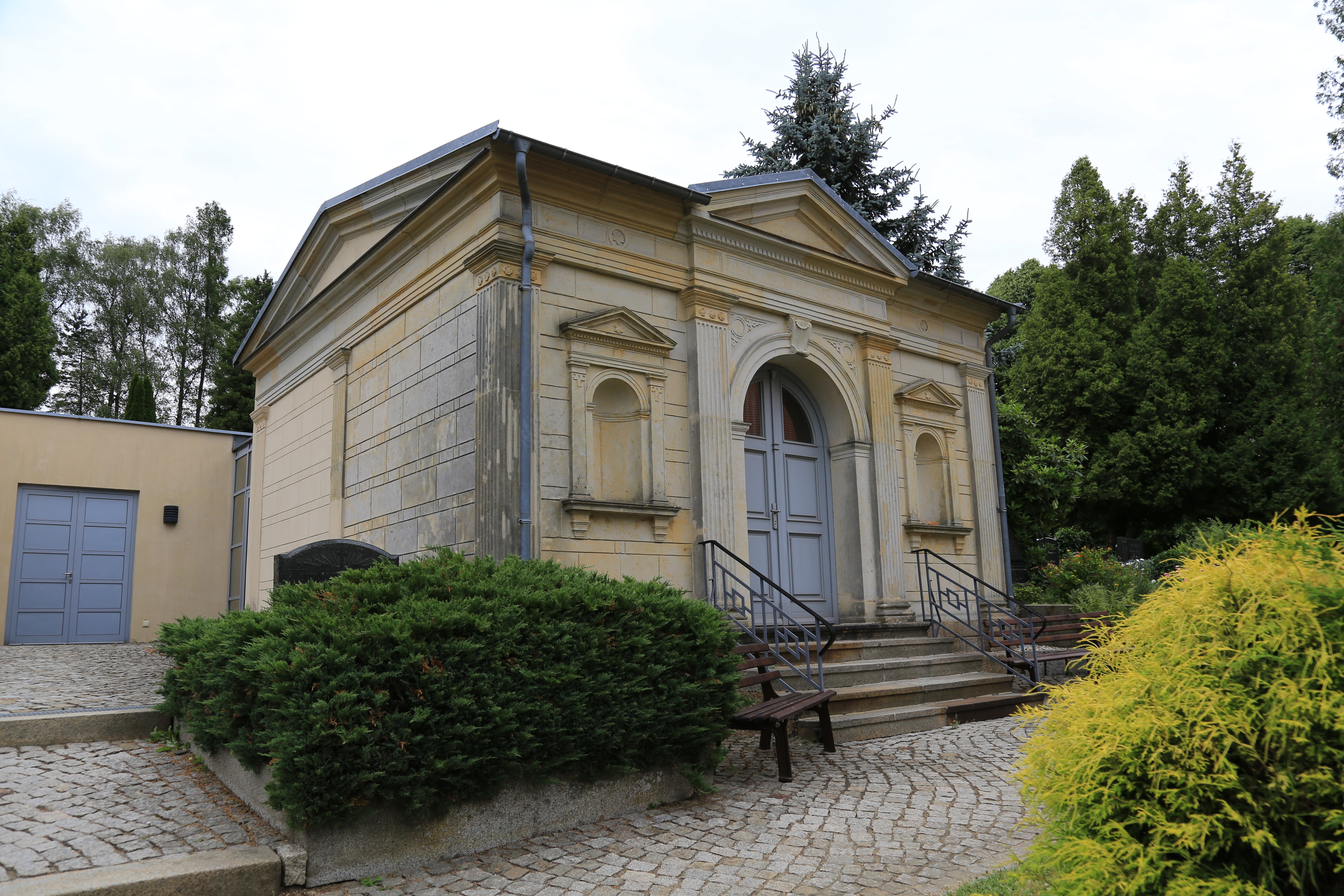
Kryptová kaple
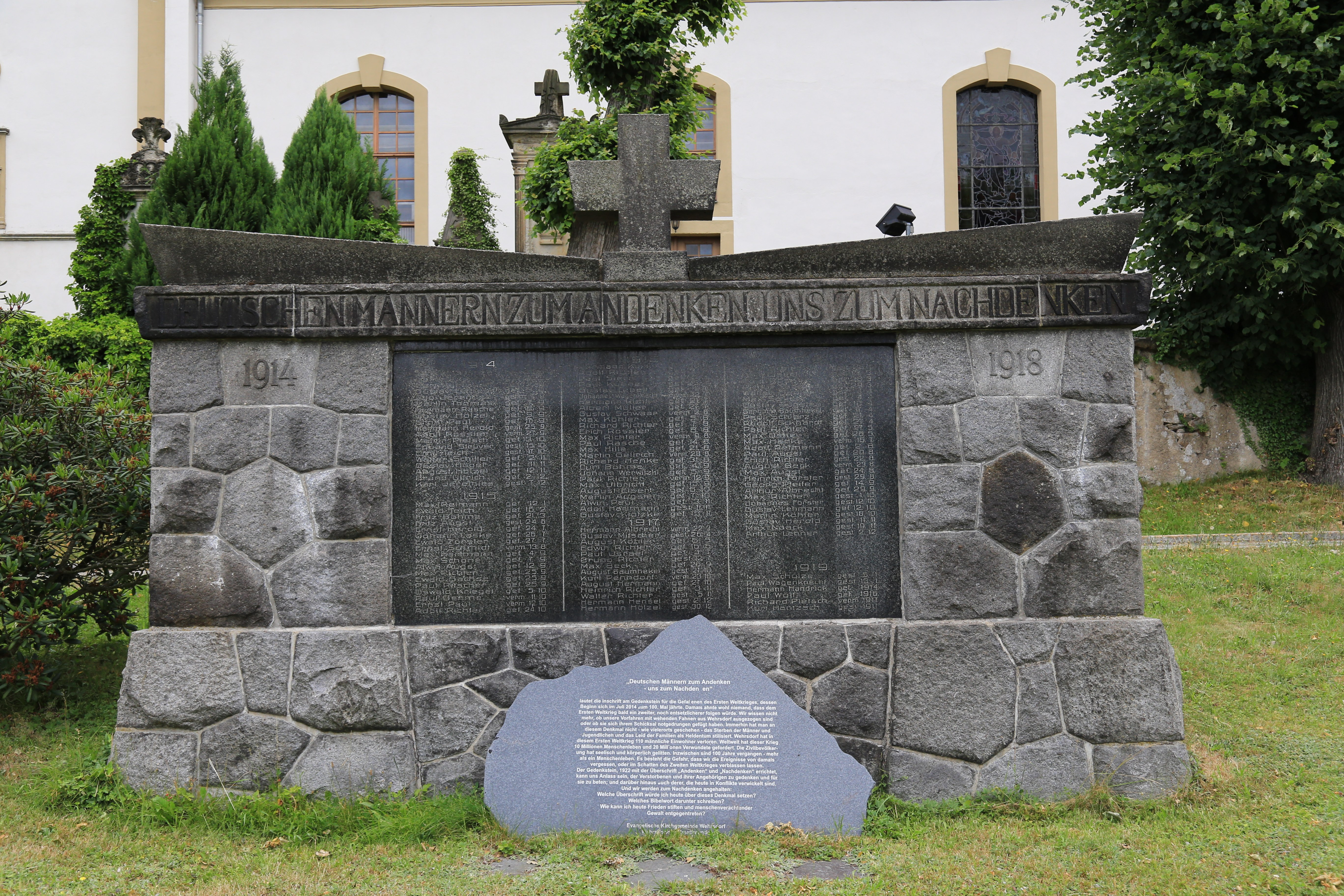
Památník obětem první světové války